# Natação no Campeonato Mundial de Esportes Aquáticos de 2023 - 100 m peito feminino
A disputa na modalidade 100 metros peito feminino de Natação no Campeonato Mundial de Esportes Aquáticos de 2023 fora realizada nos dias 24 e 25 de julho de 2023 na Marine Messe Fukuoka em Fukuoka, no Japão. Ao todo, 40 nadadoras de 35 Comitês Olímpicos Nacionais participaram do evento.

## Formato da competição
A competição consiste em três rodadas: eliminatórias, semifinais e final. Os nadadores com os 16 melhores tempos nas baterias preliminares avançam as semifinais. Já os nadadores com os 8 melhores tempos nas semifinais avançam a final. Desempates (swim-offs) são utilizados conforme necessário para quebrar os empates de avanço a próxima rodada.

## Calendário
Todos os horários estão na Hora legal japonesa (UTC+9).
| Data                | Horário | Fase          |
| ------------------- | ------- | ------------- |
| 24 de julho de 2023 | 11:09   | Eliminatórias |
| 24 de julho de 2023 | 20:28   | Semifinais    |
| 25 de julho de 2023 | 21:45   | Final         |

## Recordes
Antes desta competição, os recordes mundiais e do campeonato nesta prova eram os seguintes:
| Tipo                  | Atleta     | Tempo     | Local     | Data                |
| --------------------- | ---------- | --------- | --------- | ------------------- |
|                       | Lilly King | 1m 04s 13 | Budapeste | 25 de julho de 2017 |
| Recorde do campeonato | Lilly King | 1m 04s 13 | Budapeste | 25 de julho de 2017 |

## Medalhistas
| Ouro                      | Prata                               | Bronze                        |
| Rūta Meilutytė · Lituânia | Tatjana Schoenmaker · África do Sul | Lydia Jacoby · Estados Unidos |

## Resultados

### Eliminatórias
As eliminatórias foram realizadas no dia 24 de julho com início às 11:09.
| Pos. | Bateria | Raia | Nadadora                  | CON                             | Tempo   | Notas |
| ---- | ------- | ---- | ------------------------- | ------------------------------- | ------- | ----- |
| 1    | 6       | 6    | Rūta Meilutytė            | Lituânia                        | 1:04.67 | Q     |
| 2    | 5       | 6    | Mona Mc Sharry            | Irlanda                         | 1:05.55 | Q,    |
| 3    | 6       | 3    | Tatjana Schoenmaker       | África do Sul                   | 1:05.56 | Q     |
| 4    | 6       | 4    | Lilly King                | Estados Unidos                  | 1:05.93 | Q     |
| 5    | 4       | 7    | Satomi Suzuki             | Japão                           | 1:06.20 | Q     |
| 6    | 4       | 3    | Lisa Angiolini            | Itália                          | 1:06.28 | Q     |
| 7    | 5       | 1    | Dominika Sztandera        | Polónia                         | 1:06.42 | Q,    |
| 8    | 4       | 5    | Tes Schouten              | Países Baixos                   | 1:06.46 | Q     |
| 9    | 6       | 2    | Eneli Jefimova            | Estónia                         | 1:06.54 | Q     |
| 10   | 4       | 4    | Reona Aoki                | Japão                           | 1:06.61 | Q     |
| 11   | 5       | 2    | Martina Carraro           | Itália                          | 1:06.63 | Q     |
| =12  | 6       | 8    | Macarena Ceballos         | Argentina                       | 1:06.69 | Q,    |
| =12  | 4       | 6    | Sophie Hansson            | Suécia                          | 1:06.69 | Q     |
| 14   | 5       | 4    | Lydia Jacoby              | Estados Unidos                  | 1:06.71 | Q     |
| 15   | 6       | 1    | Abbey Harkin              | Austrália                       | 1:06.86 | Q     |
| 16   | 4       | 8    | Lisa Mamie                | Suíça                           | 1:06.87 | Q     |
| 17   | 4       | 2    | Kotryna Teterevkova       | Lituânia                        | 1:06.96 |       |
| 18   | 6       | 5    | Lara Van Niekerk          | África do Sul                   | 1:07.03 |       |
| 19   | 5       | 5    | Anna Elendt               | Alemanha                        | 1:07.09 |       |
| 20   | 5       | 3    | Tang Qianting             | China                           | 1:07.15 |       |
| 21   | 5       | 8    | Yang Chang                | China                           | 1:07.28 |       |
| 22   | 6       | 0    | Sophie Angus              | Canadá                          | 1:07.34 |       |
| 23   | 5       | 7    | Kara Hanlon               | Reino Unido                     | 1:07.52 |       |
| 24   | 4       | 9    | Ida Hulkko                | Finlândia                       | 1:07.58 |       |
| 25   | 5       | 9    | En Yi Letitia Sim         | Singapura                       | 1:07.65 |       |
| 26   | 5       | 0    | Thea Blomsterberg         | Dinamarca                       | 1:08.08 |       |
| 27   | 4       | 0    | Florine Gaspard           | Bélgica                         | 1:08.34 |       |
| 28   | 6       | 9    | Jessica Vall Montero      | Espanha                         | 1:08.64 |       |
| 29   | 6       | 7    | Anastasia Gorbenko        | Israel                          | 1:08.66 |       |
| 30   | 3       | 7    | Ana Blazevic              | Croácia                         | 1:08.70 |       |
| 31   | 4       | 1    | Jhennifer Conceição       | Brasil                          | 1:08.79 |       |
| 32   | 3       | 1    | Stefania Gomez Hurtado    | Colômbia                        | 1:09.11 |       |
| 33   | 3       | 3    | Byanca Melissa Villanueva | México                          | 1:09.16 |       |
| 34   | 3       | 2    | Andrea Podmanikova        | Eslováquia                      | 1:09.39 |       |
| =35  | 3       | 6    | Tara Vovk                 | Eslovênia                       | 1:09.68 |       |
| =35  | 3       | 5    | Pei-wun Lin               | Taipé Chinesa                   | 1:09.68 |       |
| 36   | 3       | 4    | Ana Pinho Rodrigues       | Portugal                        | 1:09.97 |       |
| 37   | 2       | 4    | Mercedes Toledo           | Venezuela                       | 1:10.37 |       |
| 38   | 2       | 3    | Emily Emily Santos        | Panamá                          | 1:10.57 |       |
| 39   | 3       | 8    | Maria Thaleia Drasidou    | Grécia                          | 1:10.67 |       |
| 40   | 1       | 1    | Pui Lam Chen              | Macau                           | 1:11.11 |       |
| 41   | 3       | 0    | Adelaida Pchelintseva     | Cazaquistão                     | 1:11.41 |       |
| 42   | 2       | 7    | Lynn El Hajj              | Líbano                          | 1:11.57 |       |
| 43   | 2       | 5    | Phiangkhwan Pawapotako    | Tailândia                       | 1:11.78 |       |
| 44   | 2       | 6    | Thanya Dela Cruz          | Federação suspensa              | 1:11.79 |       |
| 45   | 3       | 9    | Hoi Kiu Lam               | Hong Kong                       | 1:12.62 |       |
| 46   | 2       | 1    | Imane Houda El Barodi     | Marrocos                        | 1:13.83 |       |
| 47   | 2       | 2    | Nadia Tudo Cubells        | Andorra                         | 1:13.89 |       |
| 48   | 2       | 0    | Valerie Rose Tarazi       | Palestina                       | 1:13.95 |       |
| 49   | 2       | 9    | Jayla Pina                | Cabo Verde                      | 1:14.09 |       |
| 50   | 1       | 6    | Aminata Nia-maria Barrow  | Gâmbia                          | 1:14.32 |       |
| 51   | 2       | 8    | Ramudi Samarakoon         | Sri Lanka                       | 1:15.36 |       |
| 52   | 1       | 4    | Kelera Mudunasoko         | Fiji                            | 1:15.77 |       |
| 53   | 1       | 2    | Tara Aloul                | Jordânia                        | 1:16.45 |       |
| 54   | 1       | 5    | Lara Dashti               | Kuwait                          | 1:19.29 |       |
| 55   | 1       | 7    | Taeyanna Adams            | Estados Federados da Micronésia | 1:25.99 |       |
| 56   | 1       | 3    | Mariama Toure             | Guiné                           | 1:35.41 |       |

### Semifinais
As semifinais foram disputadas no dia 24 de julho às 20:28.
| Pos. | Bateria | Raia | Nadadora            | CON            | Tempo   | Notas |
| ---- | ------- | ---- | ------------------- | -------------- | ------- | ----- |
| 1    | 2       | 4    | Rūta Meilutytė      | Lituânia       | 1:05.09 | Q     |
| 2    | 1       | 5    | Lilly King          | Estados Unidos | 1:05.45 | Q     |
| 3    | 2       | 5    | Tatjana Schoenmaker | África do Sul  | 1:05.53 | Q     |
| 4    | 1       | 4    | Mona Mc Sharry      | Irlanda        | 1:05.96 | Q     |
| 5    | 2       | 2    | Eneli Jefimova      | Estónia        | 1:06.18 | Q,    |
| 6    | 1       | 7    | Sophie Hansson      | Suécia         | 1:06.19 | Q     |
| 7    | 1       | 1    | Lydia Jacoby        | Estados Unidos | 1:06.29 | Q     |
| 8    | 2       | 3    | Satomi Suzuki       | Japão          | 1:06.19 | Q     |
| 9    | 1       | 2    | Reona Aoki          | Japão          | 1:06.32 |       |
| 10   | 1       | 6    | Tes Schouten        | Países Baixos  | 1:06.53 |       |
| 11   | 2       | 7    | Martina Carraro     | Itália         | 1:06.56 |       |
| 12   | 2       | 1    | Macarena Ceballos   | Argentina      | 1:06.75 |       |
| 13   | 1       | 8    | Lisa Mamie          | Suíça          | 1:06.97 |       |
| 14   | 1       | 3    | Lisa Angiolini      | Itália         | 1:07.03 |       |
| 15   | 2       | 8    | Abbey Harkin        | Austrália      | 1:07.11 |       |
| 16   | 2       | 6    | Dominika Sztandera  | Polónia        | 1:07.13 |       |

### Final
A final será realizada no dia 25 de julho às 21:45.
| Pos.              | Raia | Nadadora            | CON            | Tempo   | Notas |
| ----------------- | ---- | ------------------- | -------------- | ------- | ----- |
| Medalha de ouro   | 4    | Rūta Meilutytė      | Lituânia       | 1:04.62 |       |
| Medalha de prata  | 3    | Tatjana Schoenmaker | África do Sul  | 1:05.84 |       |
| Medalha de bronze | 1    | Lydia Jacoby        | Estados Unidos | 1:05.94 |       |
| 4                 | 5    | Lilly King          | Estados Unidos | 1:06.02 |       |
| 5                 | 6    | Mona Mc Sharry      | Irlanda        | 1:06.07 |       |
| 6                 | 2    | Eneli Jefimova      | Estónia        | 1:06.36 |       |
| 7                 | 7    | Sophie Hansson      | Suécia         | 1:06.61 |       |
| 8                 | 8    | Satomi Suzuki       | Japão          | 1:06.67 |       |

Legenda
| Recorde mundial       | Recorde mundial (World record)               |                       | Recorde africano                      | Recorde africano (African) |                                           | Q | Classificado por posição (Qualified) |
| Recorde do campeonato | Recorde do campeonato (Championship record)  | Recorde da América    | Recorde da América (Americas)         | q                          | Classificado por melhor tempo (Qualified) |   |                                      |
| Melhor marca do ano   | Melhor marca do ano (World leading)          | Recorde asiático      | Recorde asiático (Asian)              | DNS                        | Não largou (Did not start)                |   |                                      |
| Recorde nacional      | Recorde nacional (National record)           | Recorde europeu       | Recorde europeu (European)            | DNF                        | Não terminou (Did not finish)             |   |                                      |
| Recorde pessoal       | Recorde pessoal do atleta (Personal best)    | Recorde da Oceania    | Recorde da Oceania (Oceania)          | DSQ / DQ                   | Desclassificado (Disqualified)            |   |                                      |
| Recorde da temporada  | Recorde da temporada do atleta (Season best) | Recorde sul-americano | Recorde sul-americano (South America) | NM                         | Sem marca (No mark)                       |   |                                      |